# NGC 1640
NGC 1640 is een balkspiraalstelsel in het sterrenbeeld Eridanus. Het hemelobject werd in 1886 ontdekt door de Amerikaanse astronoom Ormond Stone.

## Synoniemen
- PGC 15850
- ESO 551-27
- MCG -3-12-18
- IRAS 04400-2031